# Abu Bakr Ratib
Abu Bakr Ratib (datas desconhecidas) foi um esgrimista egípcio que participou dos Jogos Olímpicos de Verão de 1928, sob a bandeira do Egito.